# Synedoida scrupulosa
Synedoida scrupulosa là một loài bướm đêm trong họ Erebidae.